# دانشگاه پروان
دانشگاه پروان دانشگاهی دولتی در شهر چاریکار ولایت پروان، افغانستان است. دانشگاه پروان یک نهاد دانشگاهی در ۶۱ کیلومتری شمال شهر کابل می‌باشد. این دانشگاه در سال ۱۳۴۰ خورشیدی به شکل دارالمعلمین در شهر چاریکار تأسیس گردید.
دانشگاه پروان دارای ۵۲ کارمند اداری، ۱۶۱ کادر علمی (۴ دوکتورا، ۷۸ ماستر، ۷۱ لیسانس) است. ۷۵ کارمند خدماتی که در مجموع ۲۴۷ نفر می‌شود شامل تشکیلات سال ۱۳۹۶ می‌شوند. خوابگاه این دانشگاه ۵۷۰ تن محصل را در خود جاه داده که تعداد ۵۳۵ تن آن ذکور و ۳۵ تن دیگر آن اناث بوده و تقریباً به تعداد ۲۰۰۰ تن محصلین این دانشگاه شامل بدل اعاشه می‌باشند.

## پیشینه
این نهاد تحصیلی در سال ۱۳۴۰ ه‍.ش به شکل دارالمعلمین در شهر چاریکار تأسیس شد و در سال ۱۳۸۱ به انستیتیوت پیداگوژی ارتقا نموده، در سال ۱۳۸۷ با نام انستیتوت تحصیلات عالی فعالیت می‌کرد. این مؤسسه در سال ۱۳۹۲ مطابق به معیارهای وزارت تحصیلات عالی به دانشگاه پروان ارتقا نمود که دارای ۱۰ دانشکده و ۲۸ دیپارتمنت می‌باشد.

## رشته‌ها
- حقوق
  - قضاء و ثارنوالی
  - اداره و دپلوماسی
- کمپیوتر ساینس
  - سیستم‌های معلوماتی
  - تکنالوژی معلوماتی
- اقتصاد
  - امور مالی و بانکی
  - منجمنت و اداره تشبثات
  - ژورنالیزم
  - رادیو و تلویزیون
  - مطبوعات
- زراعت
  - اقتصاد و توسعه زراعتی
  - باغداری
  - علوم نباتی
  - علوم حیوانی
- زبان و ادبیات
  - دری
  - پشتو
  - انگلیسی
  - فرانسوی
- تعلیم و تربیه
  - روانشناسی
  - ریاضی
  - کیمیا
  - فزیک
  - بیولوژی
- علوم اجتماعی
  - ثقافت اسلامی
  - تاریخ
  - جغرافیه
  - فلسفه
  - جامعه‌شناسی
- شرعیات
  - تعلیمات اسلامی
  - فقه و قانون
- انجنیری
  - شهر سازی
  - انجنیری ساختمانی
  - انجنیری آب و محیط زیست

## تسهیلات
این دانشگاه دارای یک فارم زراعتی بوده که محصلین به‌طور دوامدار جهت کارهای عملی و تطبیقی خود از آن استفاده می‌نمایند، این فارم محوطه ۴۰۰۰ مترمربعی دارد. کتابخانه این دانشگاه بیش از ۱۴٬۰۰۰ جلد کتاب دارد که شامل ۲۰۰۰ پایان‌نامه و ۵۰۰ مقالات علمی نیز می‌باشد. اتاق ایران‌شناسی دانشگاه پروان به‌کمک کشور ایران ایجاد شده‌است.
در بخش ورزش این دانشگاه دارای یک کمیته ورزشی بوده که سالانه تورنمنت‌ها بین دانشکده‌ها برگزار می‌گردد این تورنمنت‌ها شامل بازی فوتبال و والیبال می‌باشد، دانشگاه پروان دارای میدان‌های ورزشی مانند فوتبال، والیبال و بسکتبال می‌باشد.

## دانشکده‌ها
- تعلیم و تربیه
- زراعت
- ژورنالیزم
- ادبیات
- کمپیوتر ساینس